# Soul Control

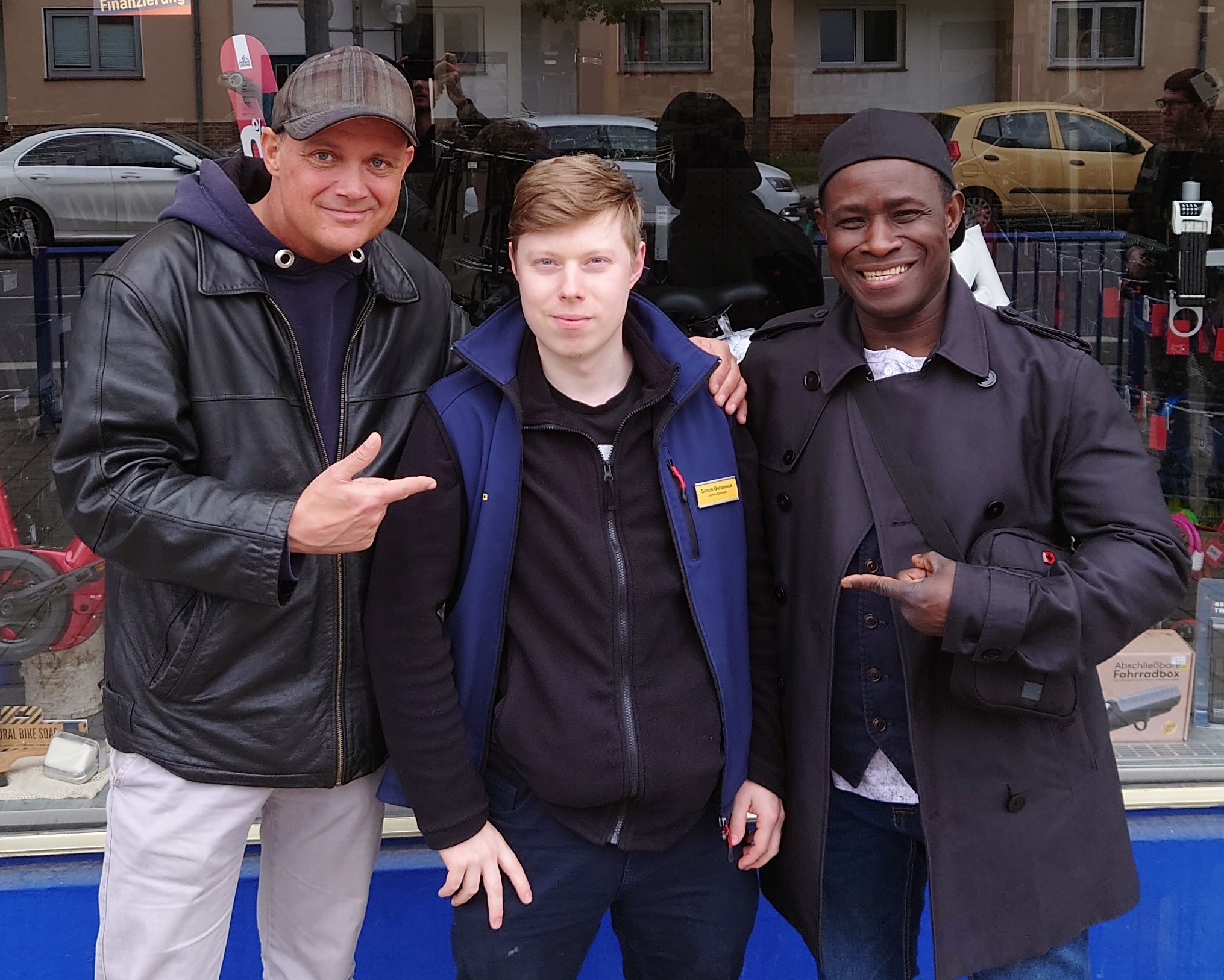
Tom (Links) & Leo (Rechts) mit DJ Kaito (Mitte) (2023)

Soul Control ist ein deutsches Musikerduo, bestehend aus Thomas „Tom“ Quella (* 1970 in Berlin) und Leonard „Leo“ Buck (* 1979 in Sierra Leone).

## Werdegang
Bekanntheit erlangten sie durch ihre 2004 veröffentlichte Single Chocolate (Choco Choco), welche sich in Deutschland, Österreich und der Schweiz in den Top Fünf der Charts platzieren konnte und in über 40 Ländern veröffentlicht wurde. Die Single verkaufte sich alleine in Deutschland über 170.000 mal.
Tom und Leo lernten sich 1999 auf einem Konzert von Leos damaliger Band Moddeling Throu kennen. Zusammen mit Bruce Hammond wurde sowohl der Song Chocolate als auch das darauffolgende Album Here we go produziert. 2004 waren sie Teil der Toggo Tour und tourten, durch Deutschland. Hyundai sponserte ihnen dafür ein Auto. Außerdem traten sie auf der Silverparty in Berlin 2004 auf. Im September 2005 wurden auf dem Streetlife-Festival erstmals Songs aus dem 2. Album präsentiert. 2006 veröffentlichten sie die Songs "Deutschland ist Geil" und Chirpy Chirpy Cheep Cheep, von ihrem zweiten Album in Deutschland. Erstere stieg auf Platz 93 in die deutschen Charts.
2007 arbeiteten sie mit Gerald Anderson für den Song Don't Play with Your Noodle und Marian Rivera für den Song So Sexy zusammen. Diese wurde auch auf dem Alben Gerlads Noodle Dance & Marian Rivera Dance Hits veröffentlicht. Gerlads Noodle Dance wurde mit Gold und Marian Rivera Dance Hits mit Platin ausgezeichnet. Am 12. März 2007 wurde das zweite Album Don't play with your Noodle auf den Philippinen veröffentlicht. Eine Veröffentlichung in Deutschland war für Sommer 2007 geplant, wurde aber nicht durchgeführt. 2010 veröffentlichten sie die Single "African Child" zur WM 2010 bei Revelation Records jedoch ohne mediale Beachtung.
2019 veröffentlichten sie nach langer Pause die Single Now That you've gone und 2020 Butterfly, jedoch ohne den vorherigen Erfolg wiederholen zu können. Aktuell arbeiten sie an einem neuen Album.
Chocolate wurde von diversen Musikern gecovert und parodiert. Darunter Spongebob (Schokolade) oder auch Die Schlümpfe (Schlumpfenfahrrad).

## Diskografie

### Alben
- 2004: Here We Go (Label: Na Klar! / Universal)
- 2006: Kimito Choco Choco (Label: Avex Trax)
- 2007: Don’t play with your noodle (Universal / Iceberg Records)

### EPs
- 2004: Chocolate (New Mixes)
- 2006: Deutschland ist Cool / Deutschland ist Geil (Label: Na Klar! / Universal)
- 2006: Chirpy Chirpy Cheep Cheep (What f... song?) (Label: Na Klar! / Universal)

### Singles
- 2004: Chocolate (Choco Choco) (Label: Na Klar! / Universal)
- 2004: Baila Loco (Label: Na Klar! / Universal)
- 2005: Boogaloo (Label: Dance Bug / Universal)
- 2007: おいでよ ゴリンゴ (Oideyo Goringo/ Deutsch: Komm schon, Goringo)
- 2007: Don't Play With Your Noodle (La La La) (Label: Dance Bug / Universal)
- 2008: So Sexy (Label: Dance Bug / Universal)
- 2010: African Child
- 2019: Now That You've Gone
- 2020: Butterfly
- 2023: Chocolate (Chocolate Radio Version)
- 2023: If I had a Hammer

### Musikvideos
- Chocolate (Choco Choco)
- Baila Loco
- Deutschland ist Cool
- Chirpy Chirpy Cheep Cheep
- Don’t Play with your Noodle
- So Sexy
- Now That You've Gone
- Butterfly

### Weiteres
- zu Baila Loco wurde ein Videospiel entwickelt, es befindet sich auf der Maxi-CD.
- In Japan wurde 2006 ein Anime zum Song Chocolate ausgestrahlt.
- Die Japanische Version von Chocolate wurde von FujiTV als Thema für die Sendung Ponkikki verwendet.

## Auszeichnungen
- ADTV Award 2004 für den „Choco Choco Tanz“
- Platin auf den Philippinen für Chocolate (Choco Choco)[1]
- Eintrag im Guinnessbuch der Rekorde. Am 4. Juli 2006 tanzten 200.000 Menschen in Berlin zum Lied CHIRPY CHIRPY CHEEP CHEEP
- Weltrekord 2004: 1987 Menschen Tanzten gleichzeitig zu Chocolate[11]
- 2017 Wurde in Polen erneut versucht mit Chocolate einen Weltrekord aufzustellen.[12]
- Niederländischer Nickelodeon Kids Choice Award 2004[13]